# Stuibenbach
Stuibenbach är ett vattendrag i Österrike.   Det ligger i förbundslandet Tyrolen, i den västra delen av landet, 400 km väster om huvudstaden Wien.
I omgivningarna runt Stuibenbach växer i huvudsak barrskog. Runt Stuibenbach är det ganska glesbefolkat, med 35 invånare per kvadratkilometer.